# ۵۱۸ (قمری)
۵۱۸ (قمری)، پانصد و هجدهمین سال در گاهشماری هجری قمری است. اول محرم این سال برابر با بیست و ششم فوریه سال ۱۱۲۴ میلادی است.

## درگذشتگان
- مسعود سعد سلمان، شاعر دوره غزنوی

## وابسته
- حسن صباح